# Smogóry (Litwa)
Smogóry (lit. Smaguriai) − wieś na Litwie, w gminie rejonowej Soleczniki, 3 km na południe od Kamionki, zamieszkana przez 27 ludzi. Przed II wojną światową w Polsce, w powiecie wileńsko-trockim województwa wileńskiego.